# Monica Holler
Monica Holler, född den 15 maj 1984 i Laxå är en svensk före detta professionell landsvägscyklist.

## Meriter
2001
Svensk mästare i linjelopp för juniorer.
2002
Tredje plats i linjelopp vid världsmästerskapen för juniorer.
Svensk mästare i linjelopp för juniorer.
2004
Vinnare av europamästerskapen i linjelopp för U23 i Otepää.
2005
Silver i i linjelopp vid U23-Europamästerskapen i Moskva.
Svensk mästare i linjelopp kortdistans.
Andra plats i svenska mästerskapen i tempolopp.
2007
Vinnare av Tjejtrampet

## Priser och utmärkelser
- Nerikes Allehandas guldklocka - 2004[5]